# آرمل زهوری
آرمل زهوری (انگلیسی: Armel Zohouri؛ زادهٔ ۵ آوریل ۲۰۰۱) بازیکن فوتبال اهل ساحل عاج است.
وی همچنین در تیم ملی فوتبال زیر ۲۳ سال ساحل عاج بازی کرده است.